# فيشتيتيس (بحيرة)

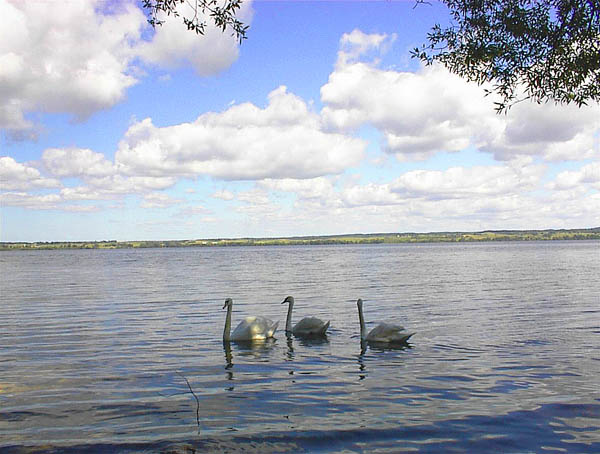
منظر للجهة الليتوانية للبحيرة

بحيرة فيشتيتيس (الليتوانية: Vištyčio ežeras، الألمانية: Wystiter See، الروسية: Виштынецкое озеро) هي بحيرة على الحدود بين ليتوانيا (مقاطعة فيلكافيشكيس) وروسيا (مقاطعة كالينينغراد)، بالقرب من النقطة الحدودية الثلاثية مع بولندا. قبل الحرب العالمية الثانية، شكلت البحيرة جزءًا من الحدود بين مقاطعة بروسيا الشرقية الألمانية وليتوانيا.